# William (Bischof, Argyll)
William († 1241) war ein schottischer Geistlicher. Zwischen 1236 und 1239 wurde er Bischof von Argyll. 
Nach dem Tod des ersten Bischofs Harald um 1230 wurde kein neuer Bischof für das westschottische Bistum Argyll gewählt. Vermutlich auf Bitten von König Alexander II. forderte Papst Gregor IX. 1236 Bischof Andrew von Moray auf, eine Wahl für einen Bischof der Diözese Argyll durchzuführen. Der König erhoffte sich, dass der neue Bischof die königlichen Interessen in der Region stärker vertreten würde. Nach dem vermutlichen Tod des einflussreichen Duncan Macdougall, Lord of Argyll um 1237 wurde vor Februar 1239 William als Bischof vorgeschlagen. William war bislang Kanzler des Kapitels der Kathedrale von Elgin, der Kathedrale des Bistums Moray. Papst Gregor IX. beauftragte nun die Bischöfe Andrew von Moray, Robert von Ross und Gilbert von Caithness, die Eignung von William für das Amt zu untersuchen. Sollten sie ihn für geeignet befinden, durften sie ihn zum Bischof weihen. William wurde vor Mai 1240 zum Bischof geweiht. Er ertrank aber bereits 1241 bei einem Schiffbruch. Nach seinem Tod beauftragte der König Bischof Clement von Dunblane, die Verwaltung des Bistums zu übernehmen. Erst 1250 wurde mit Alan ein neuer Bischof für Argyll geweiht.